# 3dfx Interactive
A 3dfx (korábban 3Dfx) egy már megszűnt, 3D-s grafikus processzorokat és kártyákat tervező vállalat volt. Jelentős szerepet játszott a PC-s háromdimenziós grafika korai elterjesztésében. Habár 3D-s gyorsítók már léteztek korábban is, a 3dfx tette a PC felhasználók széles körében ismertté a Voodoo nevű grafikus gyorsítókártyákkal. Fő partnere a Quantum3D volt, amely leginkább játéktermi gépekben használt 3dfx chipeket.
A cég hatalmas sikerei ellenére a későbbi években sok üzleti hibát követett el. Első nagy hibájuk a Sega céggel való megállapodás felfedése volt, mely szerint a Dreamcast konzol videochipjét a 3dfx gyárthatta volna – mikor ez kiderült, a Sega felmondta a megállapodást. A második az STB Systems felvásárlása volt, ugyanis ezzel felhagytak technológiájuk külső cégekhez való licencelésével, és ők gyártották saját videókártyáikat. Ezeknek köszönhetően a cég technológiai lemaradása egyre nagyobb lett a riválisokhoz képest, néhány tervezett kártya sosem készült el, vagy csak prototípus fázisban maradt. A céget végül riválisa, az nVidia vásárolta fel, majd 2002-ben hivatalosan is megszűnt. Megszűnése ellenére a mai napig nagy rajongótábora van.

## Története

### Kezdeti évek
A céget 1994-ben Ross Smith, Gary Tarolli, és Scott Sellers alapították. Eleinte főként játéktermi játékgépekbe terveztek chipeket, majd két év után PC-s 3D gyorsítókártyák tervezésébe kezdtek. Az 1996-os év során jelent meg a cég a piacon, amikor az EDO RAM piaci ára csökkent, ennek köszönhetően megérte grafikus hardverekhez felhasználni. Agresszív reklámkampányának és jó teljesítményének köszönhetően a Voodoo névre keresztelt gyorsítókártya rendkívül elterjedt lett, és rengeteg cég gyártotta. Korához képest a kártya sok jó tulajdonsággal rendelkezett (hardveres textúrázás, bilinear filtering, alpha blending), a korai játékokhoz bőséges 4 MB memória (amelyből 2 MB framebuffer és 2 MB Textúra memóriaként funkcionál) mellett pedig könnyű programozhatósága is sikeressé tette.
Hardverközeli API-ja a Glide a kártyával közösen jelent meg, és több sikeres játék, például a Tomb Raider is támogatta az API-t, mellyel a kártya tulajdonságai könnyen kihasználhatóak voltak, és nagyobb teljesítményt nyújtott a szoftveres, illetve a rivális megoldásoknál.
Rengeteg játék viszont nem teljesen használta ki a Glide adta lehetőségeket. A Quake OpenGL-re épülő környezete miatt a MiniGL-meghajtóprogram segítségével lehetett futtatni, a Direct3D-re épülő játékokat is támogatta, ezen tulajdonságok a későbbi kártyákra is jellemzők maradtak. A kártya nem volt képes 2D képek megjelenítésére, ehhez szükség volt egy külön 2D kép megjelenítését lehetővé tevő videókártyára, melyet egy VGA összekötőkábellel lehet csatlakoztatni a Voodoo-hoz, mely a 2D és 3D képet is továbbítja a kijelzőre. A PowerVR és a Rendition, a 3dfx legnagyobb riválisai nem tudtak versenyképes alternatívát felmutatni, azonban az ATi és az S3 sikeresen megszerezte a belépőszintű 3D kártyák piacát a 3dfx elől.
1997 augusztusában megjelent a Voodoo Rush, a Voodoo olyan változata, mely önállóan képes volt mind a 2D-s mind a 3D-s megjelenítésre (így nincs szükség társkártyára). A kártya nem terjedt el, mivel a memória-sávszélességen a 2D és 3D-chipek osztozni kényszerültek, ráadásul programozhatósága sem volt tökéletes. Átlagosan tíz százalékkal lassabb volt a teljesítménye a sima Voodoo-nál, ablakos üzemmódban pedig még rosszabb. Későbbi változatai már 8 MB memóriával érkeztek, és megnövelték a chip teljesítményét is. Az nVidia, a 3Dlabs, és más gyártók 1997 második felében megjelenő modelljei már sikerrel felvették a versenyt a Voodoo és Voodoo Rush chipekkel.

### Voodoo 2 és Banshee
1998-ban megjelent a Voodoo 2 kártya. Technológiailag meglehetősen vegyes az összkép: megkétszereződött az órajel, a chip pedig már két textúrázó egységet is tartalmaz. A kártya három chipet tartalmaz, és 2D mód továbbra sincs benne. A kártya kissé homályos képet produkált 16 bites (maximális) színmélység mellett, és a 800×600-as maximális felbontásnak is voltak hiányosságai, de teljesítménye és szabadon kombinálhatósága igencsak népszerűvé tette. Egyedül az nVidia Riva TNT fantázianévre hallgató 2D/3D kártyája volt képes megszorongatni. Ebben a kártyában mutatkozott be az SLI-mód, melynek során két Voodoo 2-es kártyát lehetett összekapcsolni, megnövelve ezzel a teljesítményt, és a felbontást is, egészen 1024×768-ig. Bár ez forradalmi újításnak számított, költségei miatt mégsem vált a gyártók körében népszerűvé, egészen 2004-ig kellett várni a technológia széles körű elterjedésére, amikor a processzorok sebessége már képes volt kiszolgálni a megnövekedett igényt.
Ugyanebben az évben megkezdik egy teljesen új architektúra, a Rampage kifejlesztését, azonban ennek elhúzódása miatt köztes megoldásként új terméket dobnak piacra. Ez volt a 2D/3D chipet magában egyesítő Voodoo 2-es, a Voodoo Banshee. A termék azonban túl kevés próbagyártáson ment keresztül és ennek ellenére is megkésve érkezett a piacra. Hiányos specifikációival, gyenge teljesítményével (egyetlen textúrázó egység a Voodoo 2-es kettőjével szemben), és rossz képminőségével nem tudta felvenni a harcot az nVidia Riva TNT-vel. A kiskereskedelmi eladások azonban szépen alakultak. Közben a 3dfx-nél úgy döntöttek, hogy a chipek gyártása helyett a teljes kártyagyártásra állnak át, ezért megvették az STB videókártyagyártó üzemet, ami hibás lépésnek volt tekinthető. Innentől kezdve ugyanis a kiskereskedelmi eladások, amelyekből a bevétel nagy része származott, a saját kártyák gyártása miatt megnövekedett költségek miatt jelentősen visszaestek. A forradalmi újításokat tartalmazó Rampage-projekt közben elég nehezen haladt, a chipet sokadjára tervezték át.

### Voodoo 3-as sorozat
Mivel az STB kártyagyár eddig a rivális nVidia beszállítója volt, ezzel látszólag lépéselőnybe kerültek. Ugyanekkor a 3dfx beperelte az nVidiát frissiben elfogadott multitextúrázási szabadalmuk megsértéséért. Közben a kártyagyártó üzem kihasználatlanul állt, mivel a Rampage még mindig nem készült el, jött azonban 1999 tavasza, amikor is az nVidia a TNT2-est készült bevetni. A 3dfx-nél köztes megoldásként a Voodoo Banshee áttervezése mellett döntöttek: megemelték az órajelet, beépítettek egy újabb textúrázó egységet, feljavították a képminőséget. Az új termék a Voodoo 3 nevet kapta. Bár hatalmas reklámhadjáratot kapott, mégis vegyes volt a fogadtatás. Ugyan forgalmazása egyszerre indult a TNT2-essel, s a Voodoo 3-as nem versenyezhetett annak órajelével és 32 bites színmélységével, s emiatt a 3dfx elvesztette vezető helyét az eladások terén. Az alsó és középkategóriában az S3, a SiS, az Intel, a PowerVR, és az Ati is olyan videókártyákat adtak ki, amelyek modernebbek és olcsóbbak voltak a Voodoo3-nál, miközben sebességük alig maradt el, vagy hasonló volt a Voodoo 3-hoz. Ráadásul az 1999-es év egyik legnépszerűbb játéka, a grafikai szempontból csúcskategóriás Quake 3 nem elégedett meg az alapszintű MiniGL-driverrel, ami problémákat okozott a Voodoo-tulajdonosoknak, miközben az nVidia elindította folyamatos meghajtóprogram-frissítését, a Detonator-sorozatot. A Voodoo 3-as végét az augusztusban megjelenő GeForce 256-os kártyák jelentették, melyek vadonatúj specifikációikkal és hardveres T&L támogatásukkal messze e kártyák felett álltak.

### A vég: Voodoo 4 és 5
A cégnél ekkor súlyos problémák kezdtek megmutatkozni. A betervezett Napalm-chipet a GeForce 256 miatt kénytelenek voltak áttervezni, amely így képes lett a dual-üzemmódra, hasonlóan a Voodoo 2-höz, csakhogy itt nem több kártya összekötésével, hanem egy kártyára több chip elhelyezésével próbálkoztak. Hosszas előkészítő munkák után végül 2000-ben jött ki a VSA-100 nevű chip. Sajnos a technika bonyolultsága és főleg a kártyák ára miatt a piacot a jóval versenyképesebb GeForce 2 és ATI Radeon kártyák uralták. A 3dfx ezért úgy döntött, hogy egy különleges újítás, a hardveres élsimítás (anti-aliasing) reklámozásába kezdenek. Ezt a Voodoo 3-as áttervezésével érték el, rögtön két sorozat, a Voodoo 4 és a Voodoo 5 létrehozásával. A kártyák képe ugyan nagyon szép volt, viszont a teljesítmény korántsem volt kielégítő. Bár jól fogyott az alapszintűnek szánt Voodoo 5 5500, de sajnos nem eléggé. A kártya eredetileg 32 MB-os, 64 MB-os változata azonban sohasem jelent meg, az észrevehetetlen teljesítménybeli különbség miatt. A tervezett termékcsaládból egyedül az olcsóbb Voodoo 4 4500 jelent még meg, amely azonban kritikán alulira sikerült, ráadásul a GeForce 2 MX sorozat és a Radeon VE sokkal jobban fogytak ebben az árkategóriában. A kártyákból készült Macintosh verzió is, DVI-konnektorral. A tervbe vett Voodoo 5 6000-es, bár tervezték, sosem jelent meg, ugyanis egyrészt inkompatibilis volt a frissen megjelenő Pentium 4-es alaplapokkal, másrészt teljesítményét az extrém nagy méretű kártyára épített 4 chipnek és a különálló tápegységnek köszönhette, melyek vállalhatatlanná tették kiadását.
2000 végére a cégnek elfogyott a tőkéje új termékek kiadására, és bár a Rampage projekt már készenlétben állt, a 3dfx csődöt jelentett. A tervezett Spectre 1000, 2000 és 3000 kártyák sohasem jelentek meg, pedig utóbbi kettőhöz egy újabb chip, a Sage felhasználását tervezték (a régóta várt T&L). A céget az ősellenség nVidia vásárolta fel, minden szabadalmával együtt, bár a köztük fennálló pernek csak 2009-ben lett vége. A Rampage fejlesztése során összegzett tapasztalatokat végül a GeForce FX kártyacsalád fejlesztése során használták fel.

## A cég termékei
| Kártya neve      | Kép | Megjelenés | Órajel                                      | Csíkszélesség | Textúra leképező egység (TMU) | Memória                                                                                 | Támogatott API-k                                | Csatlakozás | Megjegyzés                                       |
| ---------------- | --- | ---------- | ------------------------------------------- | ------------- | ----------------------------- | --------------------------------------------------------------------------------------- | ----------------------------------------------- | ----------- | ------------------------------------------------ |
| Voodoo           |     | 1996       | 50 MHz                                      | 350 nm        | 1×1                           | 4, 6 vagy 8 MB EDO RAM (2-2, 4-2, 2-4, vagy 4-4 kialakításban. 128 bit (2×64), 800MB/s) | Glide, OpenGL, Direct3D (DirextX 5)             | PCI         | Legelső 3dfx kártya a piacon                     |
| Voodoo Rush      |     | 1997       | 45 – 50 MHz                                 | 350 nm        | 1×1                           | 4, 6 vagy 8 MB EDO RAM (2-2, 4-2 vagy 4-4 kiosztásban, 128 bit (2×64), 720MB/s)         | Glide, OpenGL, Direct3D, DirectDraw (DirextX 5) | PCI         | 2D képek megjelenítésére is képes                |
| Voodoo 2         |     | 1997       | 90 MHz (egyes gyártók: 100/105/110/115 MHz) | 350 nm        | 1×2                           | 8/12 MB EDO RAM (4-2-2 vagy 4-4-4, 192 bit (3×64), 2.16/2.4/2.52/2.64/2.76GB/s)         | Glide, OpenGL, Direct3D (DirectX 6)             | PCI         |                                                  |
| Voodoo Banshee   |     | 1998       | 100/110 MHz                                 | 350 nm        | 1×1                           | 8/16 MB SD vagy SG-RAM (128 bit, 1.6/1.76GB/s)                                          | Glide, OpenGL, Direct3D, DirectDraw (DirectX 6) | PCI, AGP 2x | 2D képek megjelenítésére is képes                |
| Voodoo 3 1000    |     | 1999       | 125 MHz                                     | 250 nm        | 1×2                           | 16 MB SD vagy SG-RAM (128 bit, 2,0/2,29/2,66/2,93 GB/s)                                 | Glide, OpenGL, Direct3D, DirectDraw (DirectX 6) | PCI, AGP 2x | Nincs hűtőborda                                  |
| Voodoo 3 2000    |     | 1999       | 143 MHz                                     | 250 nm        | 1×2                           | 16 MB SD vagy SG-RAM (128 bit, 2,0/2,29/2,66/2,93 GB/s)                                 | Glide, OpenGL, Direct3D, DirectDraw (DirectX 6) | PCI, AGP 2x |                                                  |
| Voodoo 3 3000    |     | 1999       | 166 MHz                                     | 250 nm        | 1×2                           | 16 MB SD vagy SG-RAM (128 bit, 2,0/2,29/2,66/2,93 GB/s)                                 | Glide, OpenGL, Direct3D, DirectDraw (DirectX 6) | PCI, AGP 2x |                                                  |
| Voodoo 3 3500 TV |     | 1999       | 183 MHz                                     | 250 nm        | 1×2                           | 16 MB SD vagy SG-RAM (128 bit, 2,0/2,29/2,66/2,93 GB/s)                                 | Glide, OpenGL, Direct3D, DirectDraw (DirectX 6) | PCI, AGP 2x |                                                  |
| Voodoo 4 4500    |     | 2000       | 166 MHz                                     | 250 nm        | 2×1                           | 32 MB SD-RAM (128 bit, 2,66 GB/s)                                                       | Glide, OpenGL, Direct3D, DirectDraw (DirectX 6) | PCI, AGP 4x | Voodoo 5 5500 olcsóbb változata                  |
| Voodoo 5 5500    |     | 2000       | 166 MHz (könnyen húzható)                   | 250 nm        | 2×1                           | 2×32 MB SD-RAM (128 bit, 2.66GB/s)                                                      | Glide, OpenGL, Direct3D, DirectDraw (DirextX 6) | PCI, AGP 2x | Legelső VSA-100 chippel rendelkező Voodoo kártya |

### 3Dfx Voodoo 1
A Voodoo 1 (kódneve SST-1) nem tartalmaz VGA BIOS-t, ezért külön VGA kártyát igényel (cserébe a PC és a MAC verzió megegyezik), amelyhez külső átkötőkábellel kell csatlakoztatni. A Voodoo a képernyő felé ezután a 2D-s grafikus kártya képét továbbítja egészen addig, amíg munkára nem fogjuk. Ekkor a Voodoo aktiválódik és a saját képét küldi tovább a monitorra. A munka végeztével ismét visszaadja a képet a 2D kártyára. Két chipből tevődik össze: egy FrameBuffer és egy Texture Mapping Unit (TMU), előbbi a hozzákapcsolt memóriával főleg a kép tárolását, bizonyos számításokat, utóbbi pedig a textúrák számítását végzi. Maximum 256×256-os textúrákat támogat, 640×480-as (6 MB-os változatok egy része 800×600-as) felbontást, bilineáris filterezést, hardveres háromszögre bontást, 16 bites renderelést.
Kihívóinál nagyságrendekkel gyorsabb volt, a megjelenítés nagyon részletes és szép (a kornak megfelelő, még így is alacsony részletességű textúrákat elmosva teszi természetesebbé). Leginkább akkor villantotta meg acélkarmait, mikor a hozzá kifejlesztett hardverközeli API-t (Applications Programming Interface), a Glide-ot támogató alkalmazásokkal használták.
Ismertebb, Voodoo 1 chipsettel szerelt kártyák:
- ColorMax Voodoo1
- A-Trend Voodoo1
- Diamond Monster
- Typthoon Voodoo1
- Guillemot International Voodoo1
- Gainward Co. Ltd. Voodoo1
- Best Data Products, Inc. Voodoo1
- Orchid Technologies Inc.
- miro Displays G MBH Voodoo1
- InnoVISION Multimedia Limited

### 3Dfx Voodoo Rush
A Rush (kódneve SST-96) egy Voodoo 1-hez hasonló chipset és egy 2D-s chip (Alliance AT25 vagy Macronix MX) nyákra integrálásából született. A 3dfx az OEM piacot szerette volna meghódítani a megoldással, sikertelenül. A meghajtóprogramok kiforratlanok voltak, instabilitás és rengeteg hiba lépett fel. A 3dfx referencia illesztőprogramjaival pixelhibás lehet a kép Windows 98 alatt: mivel a driver túl magas órajelen járatja az AT25 chipet, ezért manuálisan le kell venni néhány MHz-el a kártya 2D részének órajelét. A kártya a Voodoo 1-hez képest 10-20%-kal lassabb volt, ezért a játékosok körében nem terjed elt, ugyanakkor a kor low-end kártyáihoz képest teljesítménye tekintélyt parancsoló, tulajdonképpen megteremti a középkategóriát a 3D kártyák piacán. Fizikai kiterjedése nagy, emiatt néhány alaplapba nem lehet belehelyezni. A korai Rush kártyákon a 3D chipset órajele mindösszesen 45 MHz, ami tovább rontja a sebességet. A később megjelent változatok esetén az órajelet 50 MHz-re tornászták fel. További gond az Alliance chip, illetve a hozzátartozó RAMDAC: a kép minősége gyenge, már 1024×768-ban elmosódik, halványul, főleg magasabb képfrissítési frekvencia használata mellett. Bár a kép minősége még így is egy szinten van a kor belépő szintű grafikus kártyáival. Fő előnye a Voodoo 1-hez képest, hogy a Voodoo Rush támogatja az ablakos 3D megjelenítést is Direct3D alatt. Néhány Rush kártyán a memória bővíthető. A Rush kártyák általában 6 MByte memóriával vannak szerelve, amelyből 4 MByte jut a frame bufferre, így képesek a 800x600-as felbontást is támogatni 3D üzemmódban.
Ismertebb, Rush chipsettel szerelt kártyák:
- Hercules Stingray 128/3D
- Koutech System Inc. KeyVision 3D KW-730
- InnoVision 3DXRush
- Aristo Voodoo Rush
- Helios Voodoo Rush

### 3Dfx Voodoo 2
1997-ben jelent meg a Voodoo 2 (kódneve SST-2), mely elődjéhez képest eggyel több textúrázó egységgel és emelt órajellel rendelkezett, támogatta a 800×600-as felbontást (SLI esetén 1024×768-at is), a Trilinear Filteringet és a Direct X 6-os verzióját. A Voodoo 1-hez hasonlóan óriási siker lett, a Voodoo 2 volt a játékosok "Harley Davidsonja". A 3Dfx rögtön a Voodoo 2 fejlesztése után nekilátott egy Rampage kódnevű grafikus chipset kifejlesztésének, azonban az ekkortájt lecserélt vezetőség úgy ítélte meg, hogy be kell törni az OEM piacra, és a Voodoo 2 áttervezése mellett döntöttek.
Ismertebb Voodoo 2 chipsettel szerelt kártyák:
- Gainward Dragon 3000
- PowerColor G3DFX2
- A-Trend Helios 3D ATC-2455
- Procomp G111
- CMC Orbit 3D
- InnoVision Mighty 3DII V3 8 MB
- InnoVision Mighty 3DII V3 12 MB
- Provideo Voodoo 2 SLI
- Diamond Monster 2
- Provideo Voodoo 2
- Aristo Voodoo 2

### SLI
A Voodoo 2 megjelenésével az otthoni felhasználók számára is lehetővé vált 2 kártya erejének egyesítése. Az ilymódon összekötött Voodoo 2-k elméletileg dupla teljesítményre képesek. A kártyákat fizikailag kellett összekötni egy SLI kábellel, ami floppy-kábelből is készíthető.
A Scan Line Interleaving (a rövidítés később az nVidia kártyáknál is megjelent a 6-os szériával, de működése és a mozaikszó eredete eltérő: (Scalable Link Interface) során az egyik Voodoo 2 a páros, a másik pedig a páratlan sorokat rendereli. Később a technológiát felhasználták a 2-4 VSA-100 chipet hordozó Voodoo 5 5500 ill. 6000 esetében is.

### 3Dfx Voodoo Banshee
A Banshee-ban a több chipből összetevődő Voodoo2-t egy chipbe integrálják, viszont mindössze 1 db textúrázó futószalagot kap. A megnövelt órajel miatt a multitextúrázást nem használó játékok gyorsabbak mint Voodoo2-vel. A kártyával megfelelően lehetett a kor játékait futtatni, és a kiskereskedésekben viszonylag sikeresek voltak az eladások, az OEM piacra azonban nem sikerült betörni. Mivel ez a kártya sem váltotta be a hozzá fűzött reményeket, és a fő konkurens nVidia nagyon beerősített, a Banshee áttervezése mellett dönt a vezetőség. A Rampage projektről elvonták az embereket.
Ismertebb, Banshee alapú kártyák:
- Diamond Monster Fusion
- ASUS V3200
- PowerColor EvilQueen Banshee
- Joytech Apollo 3D Banshee
- Creative 3D Blaster Banshee
- Creative/ENSONIQ Voodoo Banshee
- InnoVision Mighty Banshee SGRAM
- InnoVision Mighty Banshee PCI
- Joytech Apollo 3D Banshee

### 3dfx Voodoo 3
A Banshee javításaként debütáló Voodoo 3 (kódneve Avenger) ismét sikerként könyvelhető el, a 3dfx bevételei nem estek tovább, de a helyzet így sem volt túl rózsás, az nVidia TnT2-ese olcsóbbra sikerült. (Annak ellenére, hogy minden idők egyik legsikeresebb játékát, a Quake III-at gyakorlatilag 3dfx-re írták.) A maximális textúraméret még mindig 256×256, a színmélység 16 bit (Glide és OpenGL alatt utószűréssel 22) volt, nem támogatta az AGP appertúra használatát, bár a sebességre így sem lehetett panasz. Ekkor a 3dfx jelszava „a sebesség mindenek felett” volt. Megcsonkított változata, a Velocity 100 (8 MB SG-RAM, 1×1 TMU) kis mennyiségben került kereskedelmi forgalomba. A 3dfx mérnökei ekkortájt kezdtek elégedetlenkedni, és az nVidia tárt karjaiba vándorolni…
A képen egy Voodoo 3 3500TV látható, a család leggyorsabb tagja (a Falcon Northwest változata 200 MHz-en üzemelt), amely egy Samsung tunert is kapott, ezt követően jelent meg az ATi kínálatában az All-In-Wonder család, később egyes gyártók az nVidia chipjeire is építettek tunerrel ellátott kártyákat, de azok nem lettek sikeresek.
A 3dfx Voodoo 3 3000 tuner nélküli változata akkora hőt generált, hogy külön ventilátort kellett rászerelni.

### A VSA-100 chip
Jellemzők:
- Órajel: maximum 183 MHz
- Memória: chipenként maximum 64 MB SD vagy SG-RAM (128 bites csatlakozás chipenként)
- Támogatott API-k: Glide, OpenGL, Direct3D, DirectDraw (DirectX 6)

A VSA-100 (kódneve Napalm) még mindig a Voodoo 2 továbbfejlesztésének tekinthető, kísérlet volt a cég életbentartására a Rampape piacra kerüléséig, de túl későn érkezett és túl drágán. Már támogatta a 2048x2048 textúrákat, a 32 bites renderelést és a textúratömörítést is (DXT1-5, FXT1), a chipenként 2× hardware-es Full-Scene Anti-aliasinget (ez Voodoo 4 4500 esetében így 2×, Voodoo 5 5500 esetében 4×, míg Voodoo 5 6000 esetében 8× FSAA-t jelent), valamint a hardveres MPEG2-gyorsítást. Továbbá megjelent a 3dfx által fejlesztett T-Buffer Digital Cinematic Effects (Motion Blur, Depth of Field Blur, Soft Shadows, Soft Reflections), ezek azonban csak a vállalat csődje után terjedtek el az nVidia révén. Prototípusokon még megjelent a VSA-101 (Daytona), ami a VSA-100-tól a DDR-RAM-ot kezelő memóriavezérlőjében tért el.

### VSA-100 chipsettel készült kártyák

#### 3dfx Voodoo 4 4500
A Voodoo 4 a VSA-100-nak és egychipes felépítésnek köszönhetően már valódi AGP-s kártya, támogatja az AGP appertúra használatát és az AGP 4x adatátvitelt: talán javíthatott volna a 3Dfx helyzetén, az olcsóbb kártyák között sikeres lehetett volna (GeForce 2 MX200 és MX400 közötti teljesítményével), de a további késés (hónapokkal a Voodoo 5 után debütált) és a túlárazás végül ezt a kártyát is sikertelenné tette, még a Voodoo 5-nél is kevesebb fogyott belőle.

#### 3dfx Voodoo 5 5000
Jellemzők:
- Órajel: 166 MHz
- Memória: 2×16 MB SG-RAM (128 bit)
- Csatlakozás: PCI, AGP 2x
- Megjelenés: nem került kereskedelmi forgalomba

#### 3dfx Voodoo 5 5500
Sajnos majdnem fél év késéssel, már valóban túl későn jelent meg, Mindenféle hardware-es Transform & Lighting egység nélkül, nyers erővel azonban büszkélkedhetett, valamint fizikai méreteivel kelthette fel még a figyelmet (27 cm hosszú), ill. az akkor még újdonságnak számító plusz molex tápcsatlakozóval. A két egyforma chip miatt nem valódi AGP-s kártya, csak PCI66 módban működik (256 MB/s) 3.3V-os AGP 1.0-s vagy univerzális AGP 2.0-s slotban. A VSA-100 chipek mester-szolga módban dolgoznak (a szolgaprocesszor opcionálisan letiltható), mindegyik 32 MB saját memóriával rendelkezik, így a 256bites, és 64 MB-os. Sajnos nem duplázódik a sebesség, de alig-alig (ált. 60-70%) nagyobb az egy VSA-100 chippel szerelt Voodoo 4 4500-énál. Ráadásul a drivereknek sem volt ideje kiforrni, az eredeti 3dfx driverek nem aknázzák ki a hardverben rejlő összes képességet, valamint nyers erőt. például a DirectX textúratömörítés (ami S3TC néven született meg az S3 Graphics-nál, majd a Microsoft megvásárolta) csak hosszú évekkel a 3dfx csődje után, lelkes rajongók munkájának köszönhetően vált elérhetővé OpenGL alatt, ezáltal érezhető lényeges sebességnövekedést produkálva modernebb játékokban (például Call of Duty, és a Half-Life). Továbbá súlyos problémának tekinthető a OpenGL gyors fejlődése (implementáció), mert a kártya közben nem fejlődött. A GL_ARB_vertex_buffer_object kiterjesztés hiánya a későbbi játékok számára óriási érvágás. A hivatalos OpenGL verzió 1.1 marad, az egyetlen széles körben használt kiterjesztés a már évek óta implementált GL_ARB_multitexture. Nem hivatalos OpenGL wrapperekkel (MesaFX, WickedGL, TitaniumGL) az OpenGL verziószám és az implementált kiterjesztések magasabb verziószámúra tornázhatóak fel, de fontos tudni hogy ezekkel az eszközökkel a hozzáadott függvények vagy részben szoftveresen emulálva, vagy egyáltalán nem hajtódnak végre.
Sajnos ezek a dolgok nem magyarázatok arra nézve, hogy a régebbi játékok (pl. Diablo 1-2 és a Half-Life) miért ezeken a 3dfx kártyán a legszebbek.

#### 3dfx Voodoo 5 6000
Jellemzők:
- Órajel: 150/166/183 MHz (könnyen húzható)
- Csíkszélesség: 250 nm
- Futószalagok (TMU): 4×1
- Memória: 4×32 MB SD-RAM (128 bit, 2.4/2.66/2.93GB/s)
- Támogatott API-k: Glide 1.0 , 2.0 , 3.0 , OpenGL, Direct3D, DirectDraw (DirectX 7)
- Csatlakozás: AGP 4x (Tényleges)
- Megjelenés: 2001 eleje (4 külön változat, elkapkodták, ezért sehol se volt kapható)

A Voodoo 5 6000 egy utolsó kétségbeesett kísérlet volt arra, hogy legalább teljesítményben versenyképes csúcskategóriás VGA-t dobjanak piacra, de az eredmény felemás lett: egy Pentium1 133-as MMX-en is lehetett vele Quake 3 -at játszani, azonban maga a kártya négy chipet tartalmazott, gigantikus méretű volt, és külön tápegység járt hozzá. A 4 chip adatéhségét itt már egy bridge chip igyekezett kielégíteni, kezdetben az Intel megoldása, később a HiNT HB1-SE66, ami a chipset felé PCI66 módban kommunikált, a VSA-100 chipek felé pedig 1-1 PCI33 sínt biztosított. Tényleges 1.32 GT/s-os teljesítményével sokkal gyorsabb lett, mint a GeForce 2 GTS (aminek neve a gigatexel per second rövidítéséből ered), ami még kiábrándítóbbá tette a dolgot, hogy a GTS is csak 40-50%-ára volt képes elméleti teljesítményének.

### Rampage
A 3dfx már a Voodoo 2 után elkezdett egy merőben új chipsetet fejleszteni, ami Rampage GPU-k mellett külső Sage T&L egységet alkalmazott (ami egyidejűleg 25 fényforrást tudott kezelni), DirectX 8.0 (Pixel Shader 1.1 és Vertex Shader 1.0) támogatással rendelkezett, már 180 nm-en készült.
Változatai:
- Spectre 1000: 1 Rampage chip 64 MB DDR-200
- Spectre 2000: 1 Rampage és 1 Sage chip 64 MB DDR-200
- Spectre 3000: 2 Rampage és 1 Sage chip 2×64 MB DDR-200

Hasonlóan a Voodoo 5 6000-hez minden chip saját memóriával rendelkezett, a Sage processzor pedig a bridge chip szerepét is betöltötte (és valószínűleg az AGP appertúrát használta buffernek), így gond nélkül működött az AGP 4x támogatás akár 4 Rampage chippel is. A kártyák szakítva a megtépázott Voodoo névvel Spectre-ként jelentek volna meg. A 2 Rampage és 1 Sage chippel felvértezett kártyák olyan számítási teljesítménnyel rendelkeztek volna, amit csak a legerősebb GeForce 4-ek tudtak túlszárnyalni évekkel később, T&L egységével pedig egyetlen DirectX 8-as kártya sem vetekedhetett. A sors iróniája, hogy a mérnökök még időben elkészültek a fejlesztéssel, a chip működött, mégis túl későn, a tulajdonosok nem sokkal az adás-vétel előtt már nem akartak visszakozni, különös tekintettel arra hogy több veszteséges negyedév után jelentős adósságteherrel a nyakán a 3dfx-nek magának kellett volna gyártania a kártyákat, így végül mindent eladtak az nVidia-nak. A technika később a GeForce FX-sorozatban köszönt vissza.

## A Glide
A 3dfx saját hardverközeli, a Voodoo1, 2 és 3 kártyák saját API-ja. Noha a Voodoo5 is támogatja, de a VSA chipsetes kártyákat már nem érdemes Glide alatt használni, mert érdekes módon a Voodoo 5 a D3D-ben gyorsabb, mint a sajátnak mondható Glide-ban. Az API felépítésre legjobban egy Glut-tal kombinált OpenGL-re hasonlít. A Voodoo kártyák OpenGL ICD-je nem más, mint egy erősen optimizált OpenGL Glide wrapper (még Voodoo5 esetében is). DOS, Windows, MAC-OS, és Linux alatt is elérhető. A régi Glide-os játékok nem 3dfx kártyával való használatához Glide wrapper szükséges (sajnos egyes játékoknak eredeti 3dfx kártya szükséges), melyet ennek megfelelően legtöbbször OpenGL alapokon hoznak létre.
Létezik D3D alapú Glide wrapper is, például a magyar fejlesztésű DgVoodoo, amely lehetővé teszi a 3dfx kártyákra írt videójátékok futtatását modern számítógépen. Az otthoni PC-s hardveresen gyorsított 3D-s játékok elterjedésében óriási szerepe volt a Glide-nak, de az API már a 3dfx megszűnése előtt hanyatlásnak indult. Mára kihaltnak tekinthető, mert a fejlesztése még 2001-ben abbamaradt. Voodoo1 és Voodoo2 grafikus kártyát használva a Glide tipikusan 20-35%-al gyorsabb azokban az alkalmazásokban és játékokban a D3D5-höz képest, amelyek támogatják mindkét API-t. Ez a sebességelőny elegendő volt ahhoz, hogy ezekben a játékokban a 3dfx sikerrel tartsa a lépést pár éven át az nVidia, az S3, az ATi és a 3Dlabs fejlesztéseivel, de az ipar döntő többsége a gyártófüggetlen megoldások felé fordult.

## Voodoo klónok
2021-ben egy Anthony Zxclxiv profilt használó orosz mérnök visszafejtette a 3dfx Voodoo5 5500 és 6000 videókártyák működését, és eredeti VSA-100 chipeket használva klónokat hozott forgalomba. A klón videókártyák az eredeti 3dfx Voodoo5 5500 és 6000 videókártyákhoz képest nagyobb funkcionalitással bírnak: léteznek az eredetihez képest nagyobb memóriával szerelt példányok, illetve olyanok, amelyeken HDMI és DVI kimenet is van. Eredetileg a legtöbb klón PCI csatolóval volt szerelve, de 2022-ben megjelentek a PCI-E csatolóval szerelt klónok is. A klónokat az alkotó Changeling márkanév alatt árulja. A klónok gyakran az eredeti dizájntól gyökeresen eltérő megoldásokat is felvonultatnak: például egy kártyára integrált Voodoo3 és PowerVR chippel szerelt változat is létezik közülük.

## Driverek
- http://www.3dfxzone.it/dir/3dfx/
- http://falconfly.de/